# Mosquée Moubarak de Saint-Prix
La mosquée Moubarak de Saint-Prix est un édifice religieux musulman français d'obédience ahmadiste, située à Saint-Prix dans le Val-d'Oise.

## Historique
Bien que considérés comme hérétiques par les autres branches de l'islam, les membres de la communauté musulmane Ahmadiyya ont pu voir s'ériger sur le territoire de Saint-Prix leur première mosquée en France, grâce à l'appui notamment du maire, Jean-Pierre Enjalbert (DLR).
Le 10 octobre 2008, elle est inaugurée par Mirza Masroor Ahmad, chef religieux des ahmadiyyas.
Depuis cette inauguration, un seul autre lieu de culte ahmadiyya a vu le jour, à Matoury en Guyane.

## Architecture
La mosquée peut accueillir 400 personnes. Elle est flanquée d'un minaret de 7,5 m de hauteur.